# Cogito ergo sum

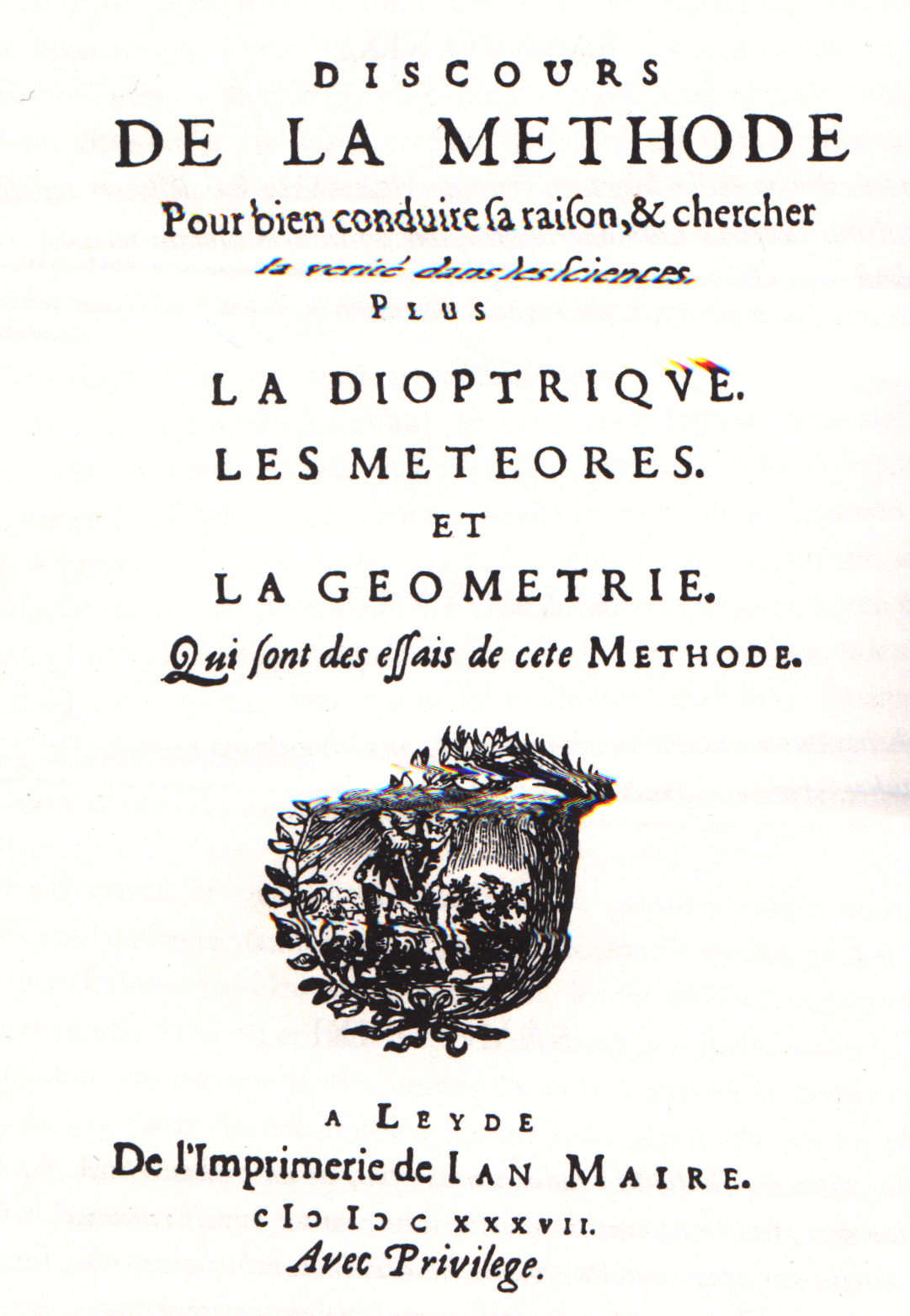
Folha de rosto da primeira edição de Discurso do Método

Cogito, ergo sum é uma frase de autoria do filósofo e matemático francês René Descartes (1596-1650). Em geral, é traduzida para o português como "penso, logo existo"; embora seja mais correto traduzi-la como "penso, portanto sou". Na quarta parte da versão francesa de Discurso sobre o Método (1637), essa frase é formulada como je pense, donc je suis; nesse sentido, cogito ergo sum é a sua versão latina.
Descartes alcança essa conclusão após duvidar da verdade de todas as coisas. A seu ver, mesmo que ele duvidasse de tudo, não poderia duvidar de que ele mesmo existe pelo menos enquanto "coisa que pensa" (res cogitans). Entretanto, na meditação segunda de Meditações Metafísicas (1641), essa conclusão aparece como "Eu sou, eu existo" ("Je suis, j’existe").

## A Demonstração do Cogito
A demonstração do Cogito dá-se de maneira bastante breve no Discurso do Método, mas é muito mais extensa e detalhada nas Meditações Metafísicas. Para chegar ao “cogito, ergo sum”, Descartes estabelece dois movimentos: primeiro, demonstrar as razões que o levam à dúvida hiperbólica; e segundo, demonstrar como a dúvida hiperbólica leva à certeza indubitável de que ele mesmo existe enquanto coisa que pensa. Delineemos, a seguir, esses dois movimentos meditativos que o levam ao cogito.

### Meditação Primeira
Descartes deixa claro que o propósito de suas meditações é estabelecer o conhecimento sob bases sólidas e seguras. Nesse sentido, ele rejeita – como se fosse totalmente falso – tudo aquilo que pudesse supor a menor dúvida.
Em seguida, ele estabelece três pontos para especificar como esse processo de rejeição ocorrerá, que são:
I. Negação daquilo que se baseia nos sentidos, já que é claro que os sentidos às vezes nos enganam e que não é prudente confiar naqueles que um dia nos enganaram.
II. Negação das coisas que se apresenta em um sonho, já que não há indícios concludentes de que podemos distinguir a vigília do sono e, portanto, não podemos saber se estamos sonhando agora ou se estamos acordados.
III. Negação dos paradigmas matemáticos. Esse é um ponto mais complicado, pois parece que, acordando ou dormindo, 2 + 3 = 5; que, mesmo em sonho, 2 + 3 nunca será igual a 7. Para negar essa objeção, Descartes apontará para o fato de que raciocinamos errado em relação às demonstrações mais simples da matemática. Entretanto, ele irá se concentrar principalmente no apontamento da possível existência de um “gênio maligno” que poderia fazê-lo crer que 1 + 1 = 2, mesmo que isso não fosse verdadeiro. Nesse sentido, a suposição do gênio maligno parece promover a negação não só de suas crenças matemáticas, mas também de o restante de suas opiniões.
Diante desses pontos, Descartes conclui que deve rejeitar tudo aquilo que recebera em sua crença como verdadeiro e considerar todas as suas antigas opiniões como falsas. Esse é momento em que ele assume a suspensão do juízo e a dúvida hiperbólica.

### Meditação Segunda
Descartes percebe que, ao duvidar de tudo, ele não poderia negar que há a própria dúvida. Então ele admite que “penso, logo sou” deve ser o seu primeiro princípio firme e indubitável que sustentará o fundamento do conhecimento. Em outras palavras, tentando negar tudo como falso, acabava-se afirmando a existência do pensamento. Descartes duvidava e isso era indubitável, i. é, que Descartes duvidava era aquilo que conseguia resistir ao gênio maligno, pois o próprio Descartes precisaria, para ser enganado pelo gênio maligno, existir enquanto aquele que é enganado (ou aquele que pensa).
Assim, “cogito ergo sum” se torna o primeiro princípio firme e indubitável de sua jornada meditativa. Ele é o ponto arquimediano de sua filosofia. De sua própria existência enquanto coisa que pensa, então, Descartes não pode duvidar, já que, enquanto pode pensar, ele próprio é uma coisa que pensa. Essa “coisa que pensa” é aquilo “que duvida, que concebe, que afirma, que nega, que quer, que não quer, que imagina também e que sente”. Em contrapartida, ele só pode afirmar que é uma coisa que pensa enquanto pensa. Se cessar o seu pensar, cessasse simultaneamente o seu existir.

## As Objeções ao Cogito
Ao longo da história do pensamento, diversos filósofos se enveredaram na tentativa de objetar o argumento cartesiano.

### Gottfried Wilhelm Leibniz(1646-1716)
A objeção de Leibniz consiste em apelar que haveria na demonstração do cogito uma circularidade. Isto é, o “eu” que existe já está pressuposto ao assumir “eu penso”.

### Friedrich Nietzsche (1844-1900)
Embora Nietzsche, em Além do bem e do mal, §16, não chegue a se referir diretamente a Descartes, fica claro que ele está se referindo ao pensamento cartesiano e estabelecendo uma crítica ao “cogito ergo sum”.
Ele coloca que, ao decompor o processo lógico que leva Descartes ao “penso, logo sou”, é possível detectar algumas pressuposições por trás da frase, tais como:
- Eu sou aquilo que pensa;
- Deve existir algo que pensa;
- O pensamento não pode existir sem algo para efetivá-lo;
- “Pensar” é a atividade de um ente que é;
- “Pensar” é o efeito de um ente que é;[23]
- Um ente é a causa do pensar;[23]
- O “eu” sabe o que significa “pensar”;
- O “eu” difere o pensar de outros fenômenos que ocorrem nele;
- Existe um “eu”; etc.

A crítica de Nietzsche se norteia aqui no sentido de que haveria uma dificuldade – ou quem sabe impossibilidade – de fundamentar esses pressupostos sobre um suporte inabalável. Desse modo, por meio da demonstração do cogito, Descartes não construiria um conhecimento sem pressupostos e nem o firmaria em bases sólidas e seguras, como pretendia.

### Bertrand Russell (1872-1970)
Russell objetará que, no máximo, Descartes poderia inferir que há o pensamento, e não que “eu penso”.